# Мечеть села Чобанкол
Мечеть села Чобанкол (азерб. Çobankol kənd məscidi — памятник истории и архитектуры XIX века, расположенный в селе Чобанкол Загатальского района Азербайджана.
Мечеть включена в список местных памятников истории и культуры, подлежащих охране, согласно постановлению Кабинета Министров Азербайджанской Республики от 2 августа 2001 года, номер 132.

## Описание
Мечеть Чобанкол была построена в XIX веке при поддержке местного населения в Загатальском районе Азербайджана.
После советской оккупации в Азербайджане с 1928 года началась официальная борьба с религией. В декабре того же года ЦК Азербайджанской Компартии передал множество мечетей, церквей и синагог в пользование клубам для просветительских целей. Если в 1917 году в Азербайджане было 3,000 мечетей, то в 1927 году их стало 1,700, в 1928 году — 1,369, а в 1933 году осталось только 17. Мечеть Чобанкёль также была закрыта для богослужений в этот период. Здание мечети использовалось как склад до 1988 года. В 1989 году она вновь была передана верующим.
После восстановления независимости Азербайджана, мечеть была включена в список местных памятников истории и культуры согласно постановлению Кабинета Министров от 2 августа 2001 года, номер 132.
В 2012 году здание мечети пришло в аварийное состояние после землетрясения, произошедшего в северо-западном регионе Азербайджана.
В настоящее время мечеть находится в аварийном состоянии и не функционирует.

## Архитектура
Площадь участка составляет 800 квадратных метров, а внутренняя площадь — 20x10 метров. Мечеть построена из камня и обожжённого кирпича. На задней стене имеется каменная надпись. Есть арочный вход и 7-арочный вестибюль. В мечети также есть минбар, выполненный из дерева, с 5 ступенями.

## Галерея

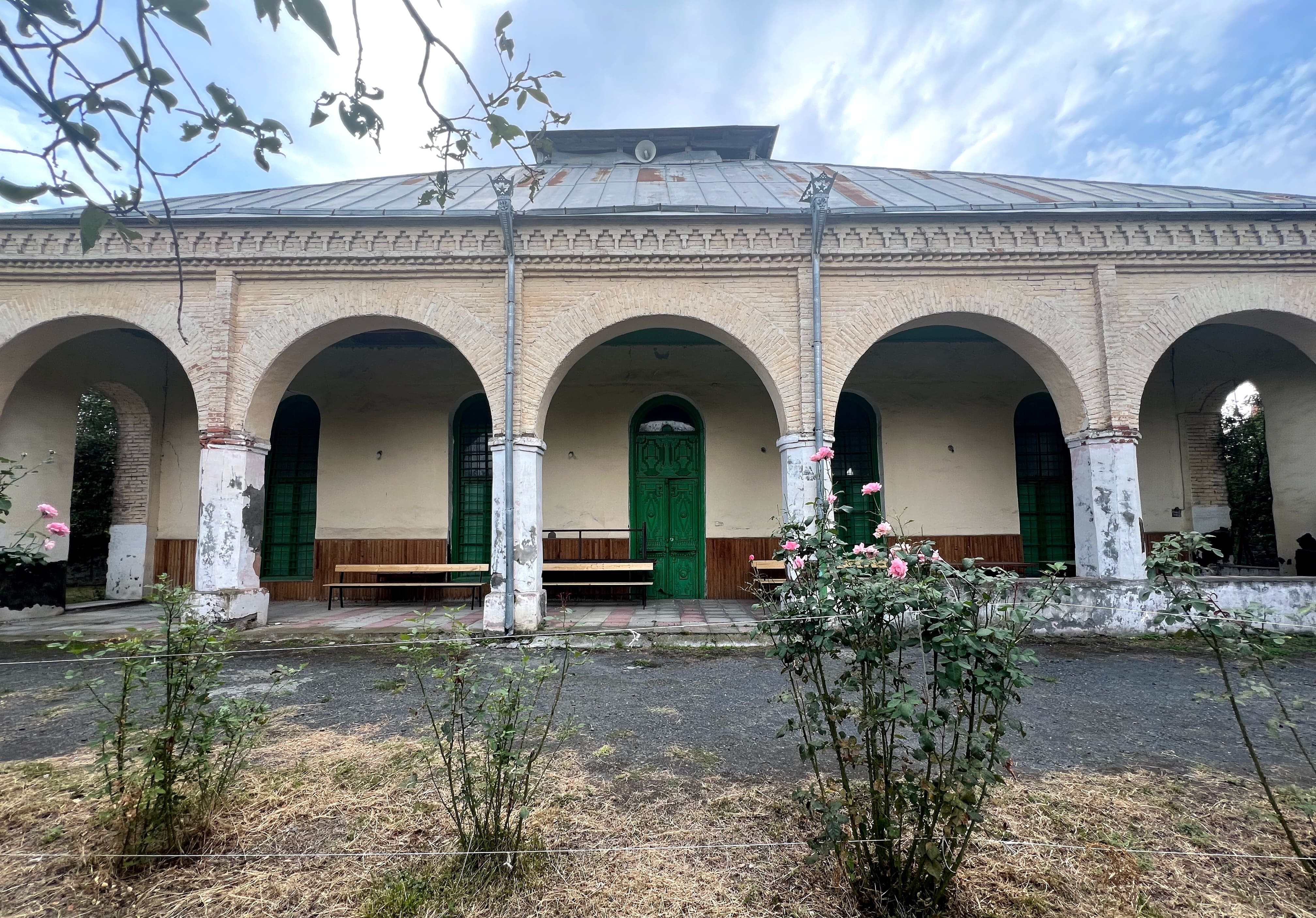
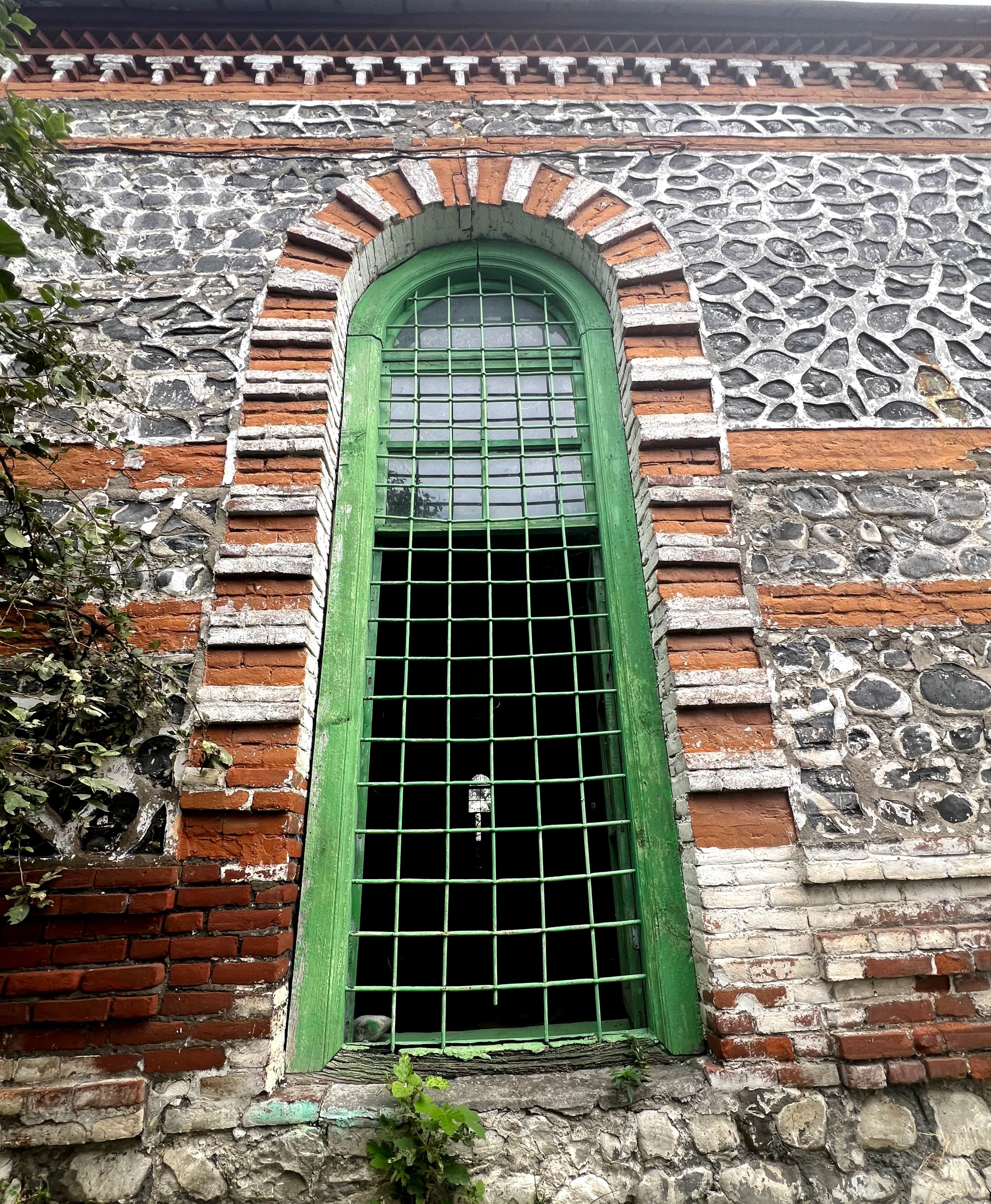
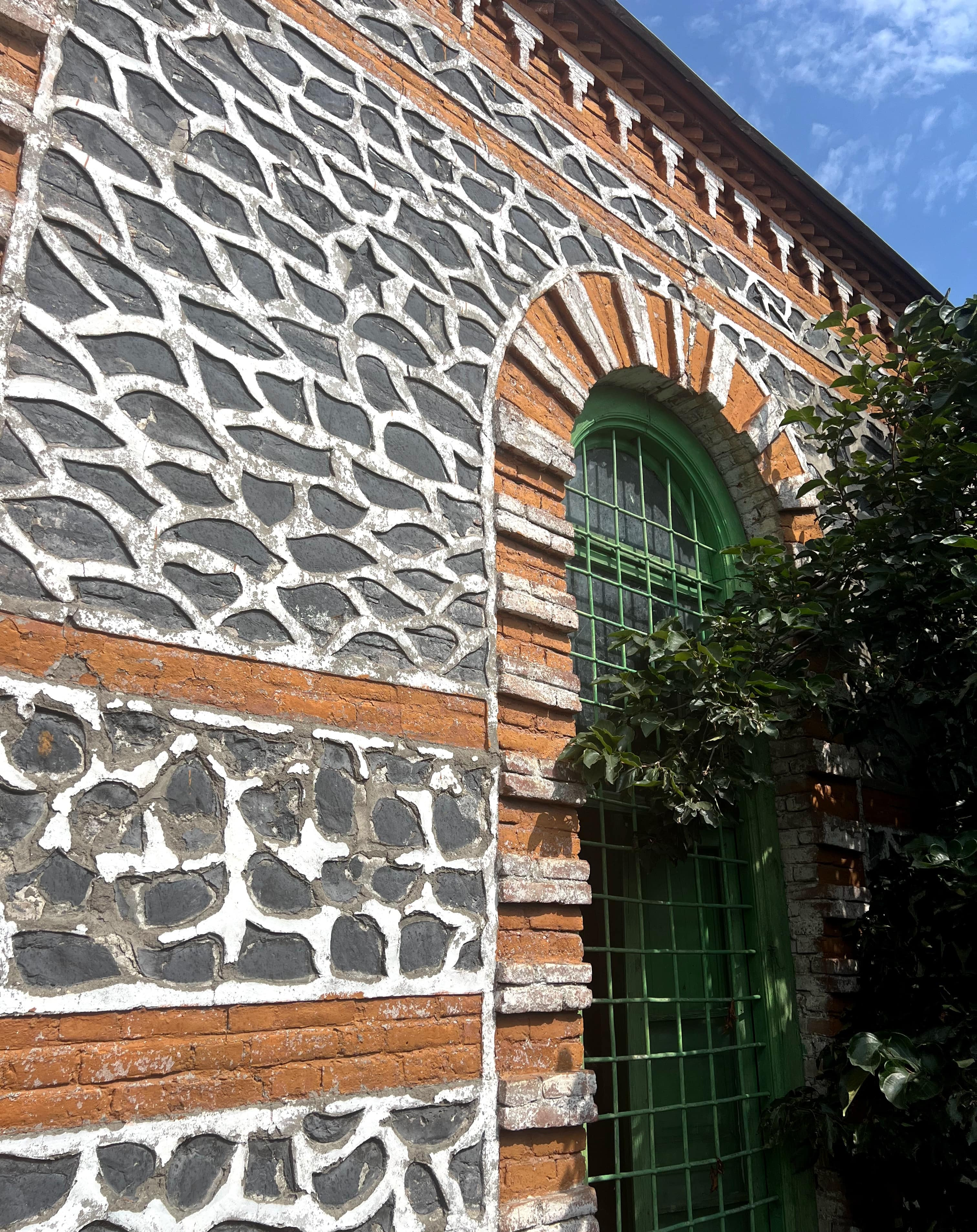
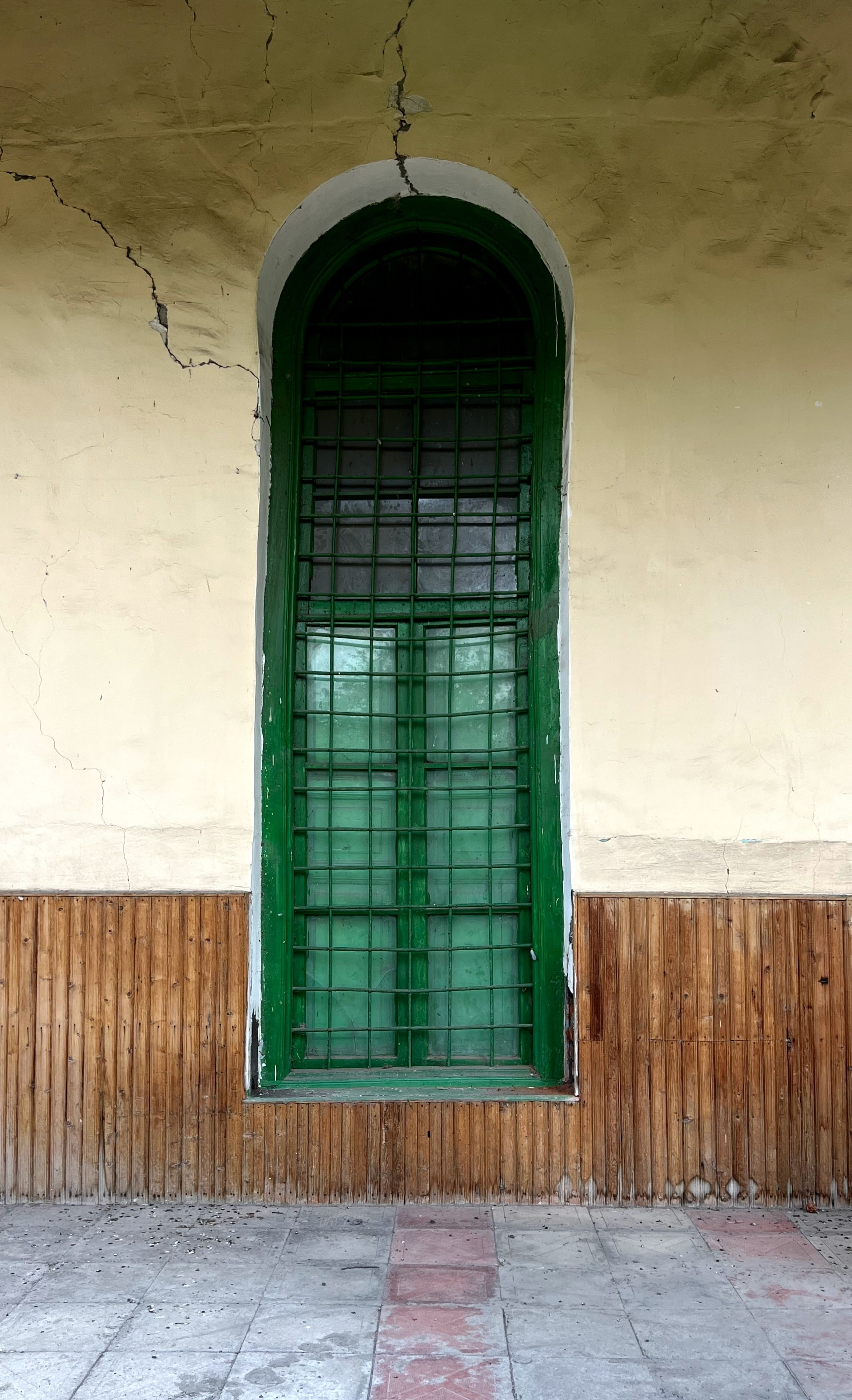
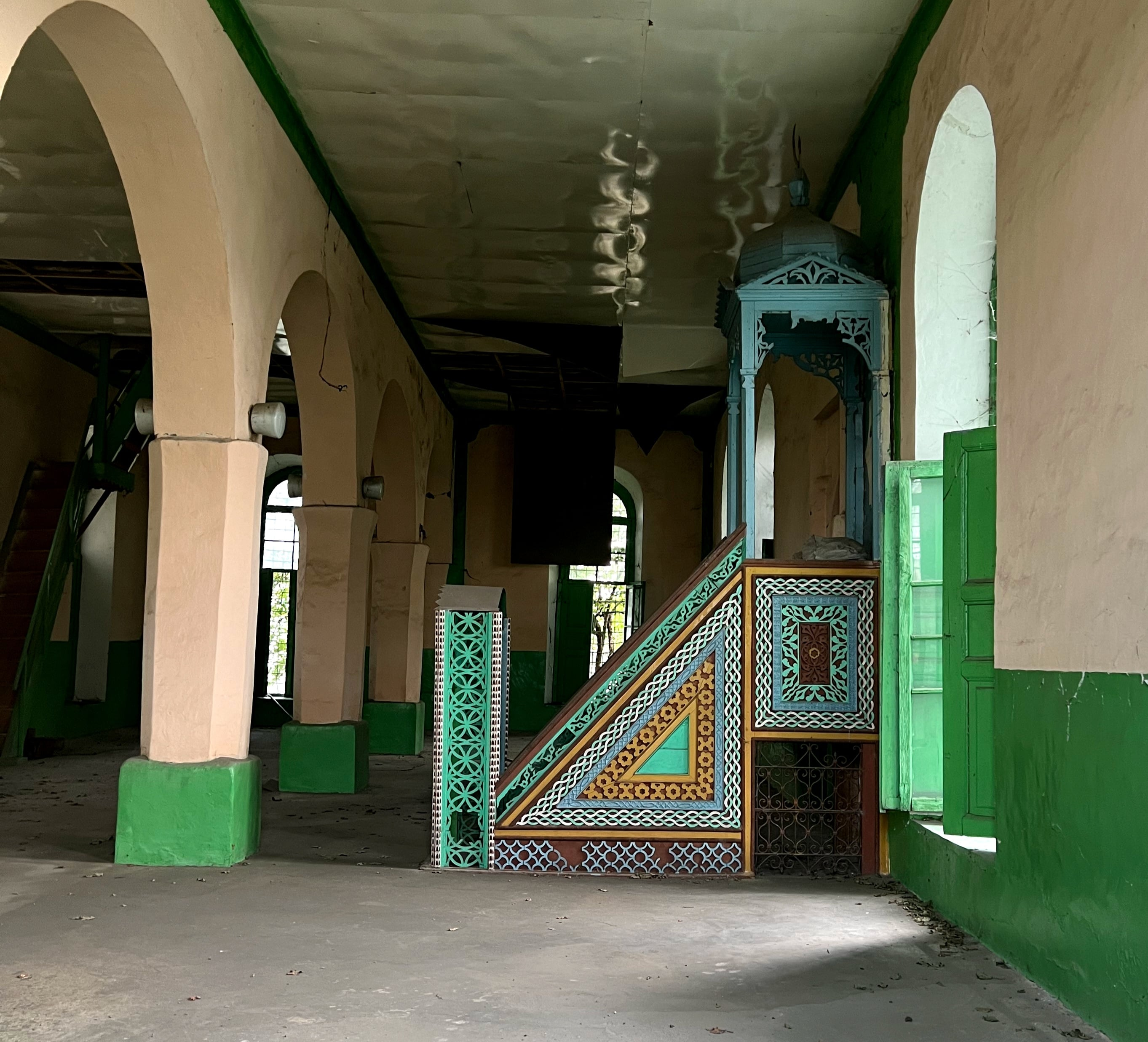
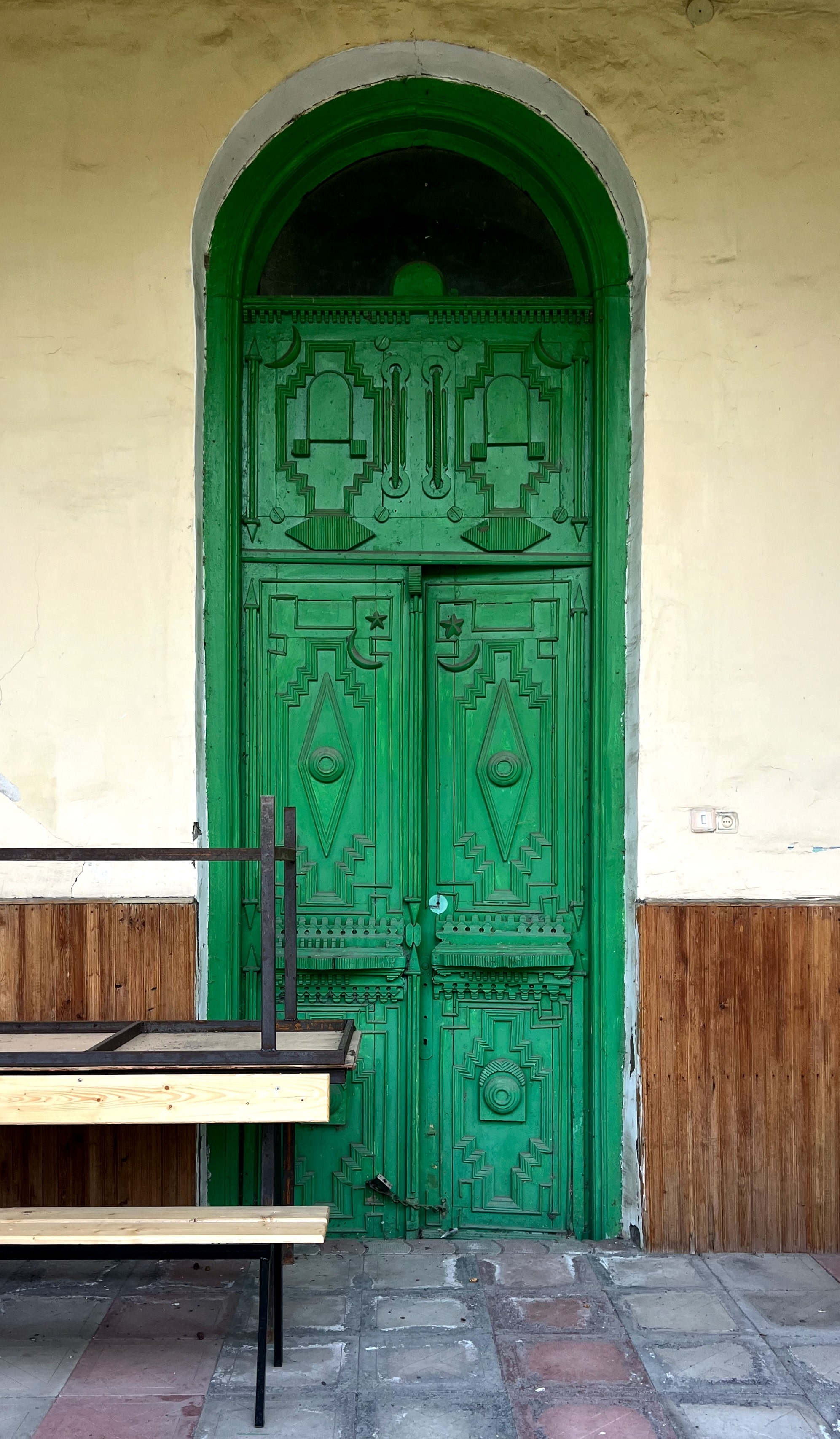